# Koe Girl!
Koe Girl! (声ガール! Koe Gaaru!) er en japansk tv-serie med Haruka Fukuhara, Aoi Yoshikura, Mariya Nagao, Yurika Nakamura og Jun Amaki. Serien handler om fem aspirerende dubbere, der bor sammen på et kollegium, og som går efter bliver etableret indenfor dubbing-branchen. Serien består af 10 afsnit, der oprindeligt blev sendt på TV Asahi fra 8. april til 10. juni 2018. Serien er en spin-off til Pretty Cure-franchiset men involverer ikke dets historier eller figurer direkte.

## Plot
Serien følger Makoto Kikuchi, der er datter af en købmand, og som ikke har nogen erfaring med dubbing eller skuespil. Hendes liv ændrer sig, da hun bliver udset til at blive dubber, hvilket fører til, at hun kommer til at bo på et kollegium sammen med fire andre nye: Ryouko Ochida, en tidligere børneskuespiller, Ren Inaba, en fan af Pretty Cure-franchiset, Asami Kuriyama, som Makoto senere anser for at være hendes rival, og Konatsu Morimoto, der oprindeligt kommer fra Kansai. Serien følger deres vej mod at blive dubbere, deres lektioner og andre begivenheder i deres liv.

## Medvirkende
Makoto Kikuchi (菊池 真琴 Kikuchi Makoto)
Spillet af: Haruka Fukuhara
Datteren af en købmand. Hun vidste ikke noget om dubbing, før hun blev udset.
Asami Kuriyama (栗山 麻美 Kuriyama Asami)
Spillet af: Yurika Nakamura
En ung pige som Makoto senere for at være hendes rival.
Ren Ineba (稲葉 蓮 Ineba Ren)
Spillet af: Mariya Nagao
En otaku som beundrer Pretty Cure-franchiset dybt.
Konatsu Morimoto (森本 小夏 Konatsu Morimoto)
Spillet af: Jun Amaki
En pige der stammer fra Kansai-regionen, og som er tilbøjeligt til at tale Kansai-dialekt. Hun sørger for det gode humør i gruppen
Ryouko Ochiai (落合 涼子 Ochiai Ryouko)
Portrayed by: Aoi Yoshikura
En tidligere børneskuespiller der besluttede sig for at gå over til dubbing. Hun er den ældste af fem børn og tager sig af sine fire søskende.
Haruka Tomatsu (戸松 遥 Tomatsu Haruka)
En populær skuespiller der bemærkede Makotos talent under en skuespilprøve. Hun fungerer som gruppens mentor.

## Produktion
Serien er et spin-off til Pretty Cure-franchiset og blev lavet i anledning af dets 15 års jubilæum. Serien er instrueret af Natsuki Seta, Toshiki Souma og Kyouhei Tamazawa efter manuskript af Kouta Fukuhara og Shinya Hokimoto. Serien er i 10 afsnit, der blev sendt på TV Asahi fra 8. april til 10. juni 2018. Dubberne Haruka Tomatsu, Daisuke Namikawa, Noriko Hidaka og Mitsuo Iwata medvirker som sig selv i serien. Optagelser af Tomatsu, der synger "Q&A Recital", introsangen fra animeserien My Little Monster, blev benyttet i seriens sjette afsnit. Seriens slutsang er "It's Show Time!" af Tomatsu og Haruka Fukuhara.
Flere af de medvirkende havde i forvejen medvirket som dubbere i forskelige Pretty Cure-serier og -film. Haruka Fukuhara spillede Himari Arisugawa/Cure Custard i Kirakira PreCure a la Mode, Haruka Tomatsu spillede Iona Hikawa/Cure Fortune i HappinessCharge PreCure!, Daisuke Namikawa spillede Dark Matter og Kumata i filmen Maho Girls PreCure! the Movie: The Miraculous Transformation! Cure Mofurun!, Noriko Hidaka spillede Aphrodite i Suite PreCure og Mitsuo Iwata spillede Dorororon i Futari wa Pretty Cure Splash Star.